# David Sánchez (Musiker)

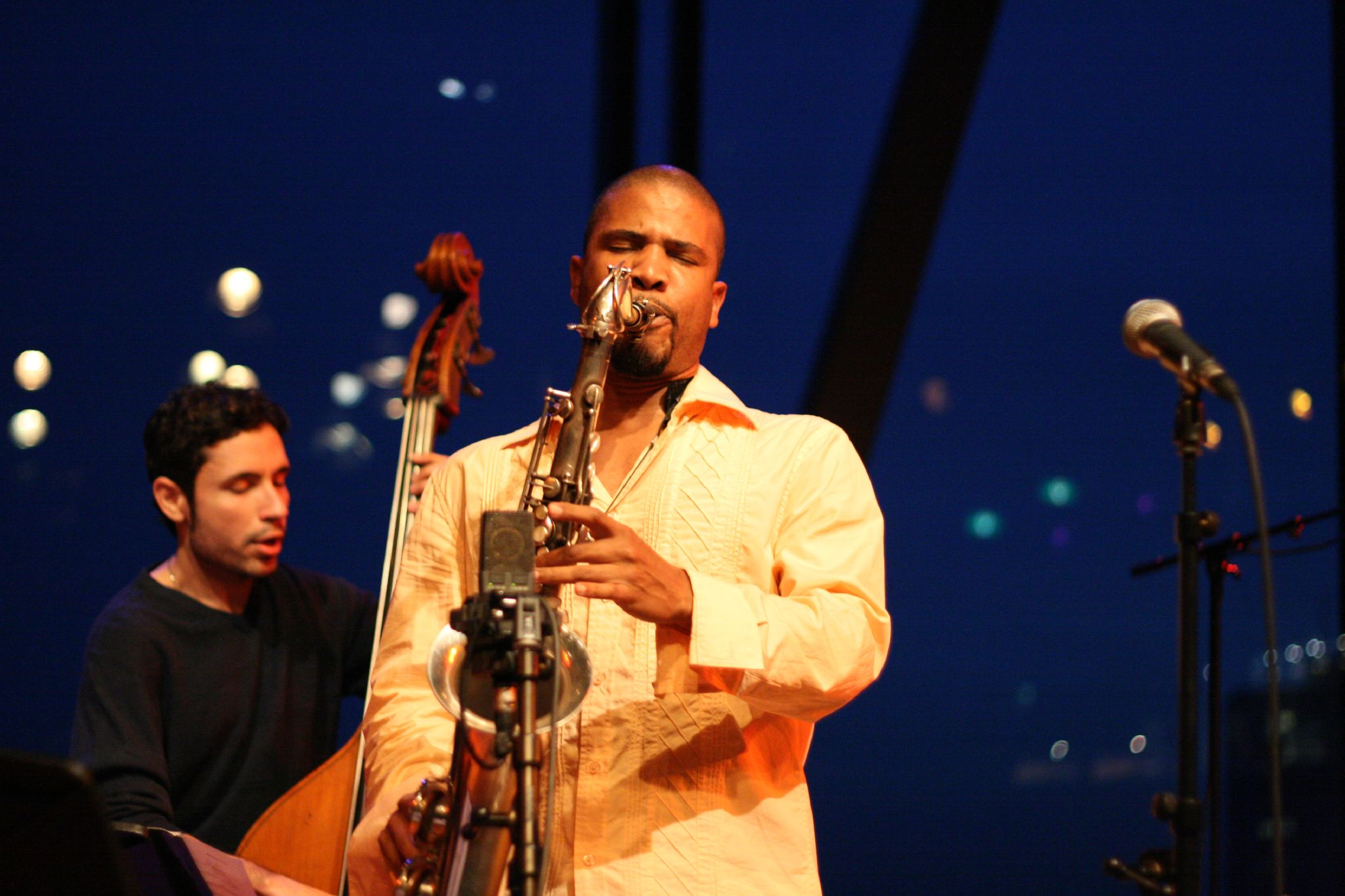
David Sánchez mit Bassist Ricardo Rodriguez (2007 im Bimhuis)

David Sánchez (* 9. September 1968 in Guaynabo, Puerto Rico) ist ein puerto-ricanischer Musiker (Tenor und Sopransaxophon, Flöte) des Modern Jazz und insbesondere des Latin Jazz.

## Leben und Wirken
Sánchez spielte seit seinem achten Lebensjahr Conga, bevor er mit zwölf Jahren zum Saxophon wechselte. Er besuchte die Escuela Libre de Música in San Juan, wobei er die Saxophonausbildung fortsetzte sowie Flöte und Klarinette studierte. 1986 und 1987 studierte er an der Universidad de Puerto Rico in Rio Píedras Psychologie. 1988 wurde seine Bewerbung an der Rutgers University in New Jersey angenommen, wo er bei Kenny Barron, Ted Dunbar und John Purcell studierte. Daneben arbeitete er in den Bands von Danilo Pérez, Hilton Ruiz, Claudio Roditi, Paquito D’Rivera und Daniel Ponce. 1989 holte ihn Dizzy Gillespie in sein United Nations Orchestra; er nahm 1991 an dessen Live the Future-Tournee mit Miriam Makeba teil. Auch unternahm er mit kleineren Formationen Gillespies ausgedehnte Tourneen.
Nach Gillespies Tod gehörte er zu den Gründungsmitgliedern von Slide Hamptons JazzMasters, arbeitete im Duo mit Eddie Palmieri, mit McCoy Tyner, Roy Haynes sowie dem SFJazz Collective und dem „Lincoln Center Jazz Orchestra“. Auch gründete er ein eigenes Quintett und gründete sich immer mehr auf seine Solokarriere. An den Einspielungen unter eigenem Namen waren Roy Hargrove, Tom Harrell, Kenny Garrett und Cassandra Wilson beteiligt; seine Alben „Obsesión“ (1998), „Melaza“ (2000) und „Travesia“ (2002), die die rhythmischen Grundlagen und oft auch die Themen puerto-ricanischer Musik reflektieren, wurden für den Grammy nominiert.
Daneben trat er mit Musikern wie Kenny Barron, Jimmy Heath, Jerome Richardson, Hank Jones, Ray Drummond, Elvin Jones, Ray Brown, Charlie Sepulveda, Ryan Kisor, Danilo Pérez, Hilton Ruiz und Chucho Valdés auf. Weiterhin war er an Einspielungen von Rachel Z, Kenny Drew Jr., Kip Hanrahan, Charlie Haden, Giovanni Hidalgo, Barbara Dennerlein, Dave Valentin, Arturo Sandoval, Leon Parker, der Mingus Big Band und dem SFJazz Collective (New Works Reflecting the Moment, 2022) beteiligt. 2003 unternahm er mit dem Pianisten Gonzalo Rubalcaba eine Europatournee und begleitete 2004 Dee Dee Bridgewater auf ihrer Welttournee Latin Landscapes. Auch war er mit dem Trio von Pat Metheny auf Tournee.
Sánchez gibt Workshops und Meisterklassen und unterrichtete als Gastprofessor am Peabody Conservatory, dem Conservatory of Puerto Rico und der Musikschule der Indiana University. 2005/06 war er Artist-In-Residence an der Musikschule der Georgia State University. Richard Cook zufolge strebt er auf seinem Instrument nach Klarheit und Komplexität, wobei er mit einem Rollins-artigen Sound in außergewöhnlichen Takten spielt.
Sánchez erhielt 2005 für sein Album Coral den Latin Grammy der Latin Academy of Recording Arts and Sciences. Ende 2019 wurde sein Album Carib für die Grammy Awards 2020 nominiert.

## Diskografische Hinweise
- Street Scenes 1996
- Obsesión 1998
- Melaza (Columbia, 2000) mit Hans Glawischnig
- Travesia (Columbia, 2002)
- Coral (Columbia, 2004) mit dem Prager Sinfonieorchester
- Cultural Survival (2007)

## Lexigrafische Einträge
- Ian Carr, Digby Fairweather, Brian Priestley: Rough Guide Jazz. Der ultimative Führer zur Jazzmusik. 1700 Künstler und Bands von den Anfängen bis heute. Metzler, Stuttgart/Weimar 1999, ISBN 3-476-01584-X.
- Richard Cook: Jazz Encyclopedia London 2007; ISBN 978-0-141-02646-6.
- Wolf Kampmann (Hrsg.), unter Mitarbeit von Ekkehard Jost: Reclams Jazzlexikon. Reclam, Stuttgart 2003, ISBN 3-15-010528-5.
- Martin Kunzler: Jazz-Lexikon. Band 2: M–Z (= rororo-Sachbuch. Bd. 16513). 2. Auflage. Rowohlt, Reinbek bei Hamburg 2004, ISBN 3-499-16513-9.